# Palazzo Pallavicini (Florenz)
Der Palazzo Pallavicini befindet sich in der Via de’ Serragli 19 in Florenz.

## Geschichte und Beschreibung
Die Fassade des Palastes, der zunächst der Familie Del Rosso und später der Familie Pallavicini gehörte, ist typisch florentinisch und die Steinelemente heben sich von dem hellen Putz ab.
Das gewölbte Portal befindet sich in der Mitte und wird von einem Balkon mit Steinbalustrade überragt, einem typischen Element des von Gherardo Silvani im Auftrag von Giovanni Andrea Del Rosso entworfenen Gebäudes. Im Erdgeschoss befinden sich zwei kniende Fenster mit einem geschwungenen Tympanon und feinen schmiedeeisernen Gittern; zwischen diesen und dem Portal befinden sich zwei kleine Fenster.
Unterhalb des skulpturalen Gesimses befindet sich eine Reihe von vier Fenstern mit einem dreieckigen Tympanon sowie das Portal zum Balkon mit einem bogenförmigen Tympanon. Im obersten Stockwerk befinden sich unter einem besonders auffälligen Gesims fünf Fenster mit Architraven und einem vorspringenden Kyma.